# Thai League 4 2017
Die Fußballsaison 2017 in der thailändischen vierten Liga, der Thai League 4, die aus Sponsoringgründen auch als Omsin League bekannt ist, war die erste Saison nach der Ligareform 2017.
Die Liga war in 6 Regionen eingeteilt:
- Northern Region
- North Eastern Region
- Eastern Region
- Western Region
- Bangkok Metropolitan Region
- Southern Region

## Northern Region

### Mannschaften
| Mannschaft             | Standort     | Stadion                                                                          | Kapazität  |
| ---------------------- | ------------ | -------------------------------------------------------------------------------- | ---------- |
| JL Chiangmai United FC | Chiang Mai   | 700th Anniversary Stadium Chiang Mai University Stadium Maejo University Stadium | 25.000 N/A |
| Chiangrai City FC      | Chiang Rai   | Chiangrai Province Stadium                                                       | 5.000      |
| Chiangrai United B     | Chiang Rai   | Singha Stadium                                                                   | 11.354     |
| Nan FC                 | Nan          | Nan Provincial Administrative Organization Stadium                               | 2.500      |
| Nakhon Sawan FC        | Nakhon Sawan | Nakhon Sawan Province Stadium                                                    | 15.000     |
| Paknampho NSRU FC      | Nakhon Sawan | Nakhon Sawan Sports School Stadium                                               | 5.000      |
| Phitsanulok FC         | Phitsanulok  | Phitsanulok Provincial Administrative Organization Stadium                       | 3.066      |
| Tak City FC            | Tak          | Tak Provincial Administrative Organization Stadium                               | 3.171      |
| Uttaradit FC           | Uttaradit    | Uttaradit Province Stadium                                                       | 3.245      |

### Tabelle
| Pl. | Verein                 | Sp. | S  | U | N  | Tore    | Diff. | Punkte |
| --- | ---------------------- | --- | -- | - | -- | ------- | ----- | ------ |
| 1.  | JL Chiangmai United FC | 24  | 15 | 4 | 5  | 046:170 | +29   | 49     |
| 2.  | Chiangrai City FC      | 24  | 14 | 3 | 7  | 043:310 | +12   | 45     |
| 3.  | Phitsanulok FC         | 24  | 13 | 6 | 5  | 051:300 | +21   | 45     |
| 4.  | Uttaradit FC           | 24  | 13 | 5 | 6  | 036:260 | +10   | 44     |
| 5.  | Nan FC                 | 24  | 11 | 7 | 6  | 028:200 | +8    | 40     |
| 6.  | Nakhon Sawan FC        | 24  | 7  | 4 | 13 | 029:360 | −7    | 25     |
| 7.  | Tak City FC            | 24  | 6  | 4 | 14 | 024:330 | −9    | 22     |
| 8.  | Paknampho NSRU FC      | 24  | 4  | 8 | 12 | 031:450 | −14   | 20     |
| 9.  | Chiangrai United B     | 24  | 3  | 3 | 18 | 018:680 | −50   | 12     |

### Beste Torschützen
| Platz | Spieler                  | Mannschaft                                       | Tore |
| ----- | ------------------------ | ------------------------------------------------ | ---- |
| 01.   | Chatchai Narkwijit       | JL Chiangmai United FC                           | 17   |
| 02.   | Diarra Aboubacar Sidick  | Phitsanulok FC                                   | 15   |
| 03.   | Authen Lekrat            | Nakhon Sawan FC                                  | 11   |
| 04.   | Chotipat Poomkeaw        | Chiangrai United B (2) Chiangrai City FC (6)     | 8    |
| 04.   | Bayano Sobze Henai       | Phitsanulok FC                                   | 8    |
| 04.   | Chayanon Khamkan         | Chiangrai City FC                                | 8    |
| 07.   | Krisada Thaphingyod      | JL Chiangmai United FC (3) Paknampho NSRU FC (4) | 7    |
| 07.   | Noh Hyeong-cheol         | Uttaradit FC                                     | 7    |
| 07.   | Supakorn Naknoi          | Phitsanulok FC                                   | 7    |
| 010.  | Nantawat Thaensopa       | Chiangrai City FC                                | 6    |
| 010.  | Maryson Jone dos Santos  | Chiangrai City FC                                | 6    |
| 010.  | Arboubacar Sanogo Junior | Uttaradit FC                                     | 6    |

### Zuschauerzahlen
| Platz | Mannschaft             | Gesamt- zuschauerzahl | Höchste Zuschauerzahl | Niedrigste Zuschauerzahl | Durchschnittliche Zuschauerzahl |
| ----- | ---------------------- | --------------------- | --------------------- | ------------------------ | ------------------------------- |
| 1.    | Phitsanulok FC         | 12.831                | 1.500                 | 554                      | 987                             |
| 2.    | Nan FC                 | 8.131                 | 828                   | 400                      | 625                             |
| 3.    | Uttaradit FC           | 7.436                 | 850                   | 300                      | 531                             |
| 4.    | JL Chiangmai United FC | 5.525                 | 1500                  | 168                      | 425                             |
| 5.    | Nakhon Sawan FC        | 3.272                 | 500                   | 120                      | 297                             |
| 6.    | Tak City FC            | 2.937                 | 787                   | 100                      | 293                             |
| 7.    | Paknampho NSRU FC      | 2.569                 | 430                   | 115                      | 233                             |
| 8.    | Chiangrai City FC      | 1.477                 | 430                   | 36                       |                                 |
| 9.    | Chiangrai United B     | 1.072                 | 179                   | 52                       | 82                              |
|       | Gesamt                 | 45.880                | 1.500                 | 36                       | 428                             |

## North Eastern Region

### Mannschaften
| Mannschaft               | Standort          | Stadion                                                          | Kapazität  |
| ------------------------ | ----------------- | ---------------------------------------------------------------- | ---------- |
| Buriram United U23       | Buri Ram          | Khao Kradong Stadium                                             | 14.000     |
| Huai Thalaeng United FC  | Nakhon Ratchasima | 80th Birthday Stadium Suranaree University of Technology Stadium | 20.000 N/A |
| Loei City FC             | Loei              | Loei Riverside Stadium                                           | 3.628      |
| Mahasarakham FC          | Maha Sarakham     | Mahasarakham Province Stadium                                    | 3.000      |
| Mashare Chaiyaphum FC    | Chaiyaphum        | Chaiyaphum Province Stadium                                      | 2.564      |
| Muang Loei United FC     | Wang Saphung      | Wang Saphung Stadium                                             |            |
| Mukdahan Chaiyuenyong FC | Mukdahan          | Nikhom Kham Soi District Stadium (Kok Daeng)                     | 5.000      |
| Roi Et United FC         | Roi Et            | Pankkee Arena                                                    | 3.066      |
| Sakon Nakhon FC          | Sakon Nakhon      | Sakon Nakhon Provincial Stadium                                  | 1.514      |
| Sisaket United FC        | Sisaket           | Sri Nakhon Lamduan Stadium                                       | 10.000     |
| Surin City FC            | Surin             | Sri Narong Stadium                                               | 11.000     |
| Yasothon FC              | Yasothon          | Yasothon Province Stadium                                        | 2.500      |

### Tabelle
| Pl. | Verein                   | Sp. | S  | U  | N  | Tore    | Diff. | Punkte |
| --- | ------------------------ | --- | -- | -- | -- | ------- | ----- | ------ |
| 1.  | Sisaket United FC        | 33  | 21 | 6  | 6  | 059:310 | +28   | 69     |
| 2.  | Mashare Chaiyaphum FC    | 33  | 20 | 7  | 6  | 065:410 | +24   | 67     |
| 3.  | Muang Loei United FC     | 33  | 14 | 12 | 7  | 046:300 | +16   | 54     |
| 4.  | Surin City FC            | 33  | 13 | 8  | 12 | 047:440 | +3    | 47     |
| 5.  | Sakon Nakhon FC          | 33  | 14 | 5  | 14 | 045:430 | +2    | 47     |
| 6.  | Buriram United U23       | 33  | 14 | 7  | 12 | 055:390 | +16   | 49     |
| 7.  | Mahasarakham FC          | 33  | 12 | 8  | 13 | 052:670 | −15   | 44     |
| 8.  | Huai Thalaeng United FC  | 33  | 10 | 7  | 16 | 044:640 | −20   | 37     |
| 9.  | Yasothon FC              | 33  | 9  | 10 | 14 | 046:430 | +3    | 37     |
| 10. | Roi Et United FC         | 33  | 8  | 10 | 15 | 045:480 | −3    | 34     |
| 11. | Loei City FC             | 33  | 7  | 10 | 16 | 047:700 | −23   | 31     |
| 12. | Mukdahan Chaiyuenyong FC | 33  | 7  | 8  | 18 | 045:760 | −31   | 29     |

### Beste Torschützen
| Platz | Spieler               | Mannschaft               | Tore |
| ----- | --------------------- | ------------------------ | ---- |
| 01.   | Abass Ouro-nimini     | Mukdahan Chaiyuenyong FC | 23   |
| 02.   | Chatri Rattanawong    | Sisaket United FC        | 20   |
| 03.   | Rewat Yothapakdee     | Mahasarakham FC          | 17   |
| 04.   | Kelvin Amdonsah       | Mashare Chaiyaphum FC    | 15   |
| 05.   | Joseph Quasi Amponsah | Mashare Chaiyaphum FC    | 14   |
| 05.   | Pakkawat Phunachiang  | Roi Et United FC         | 14   |
| 07.   | Phanupong Intachomphu | Sisaket United FC        | 13   |
| 07.   | Warut Trongkratok     | Huai Thalaeng United FC  | 13   |
| 07.   | Ittipol Pol-ard       | Mashare Chaiyaphum FC    | 13   |
| 010.  | Decha Sirifong        | Sakon Nakhon FC          | 12   |

### Zuschauerzahlen
| Platz | Mannschaft               | Gesamt- zuschauerzahl | Höchste Zuschauerzahl | Niedrigste Zuschauerzahl | Durchschnittliche Zuschauerzahl |
| ----- | ------------------------ | --------------------- | --------------------- | ------------------------ | ------------------------------- |
| 1.    | Mukdahan Chaiyuenyong FC | 9.369                 | 1.200                 | 202                      | 780                             |
| 2.    | Muang Loei United FC     | 9.657                 | 1.010                 | 214                      | 536                             |
| 3.    | Yasothon FC              | 9.121                 | 1.200                 | 100                      | 506                             |
| 4.    | Roi Et United FC         | 7.506                 | 923                   | 131                      | 500                             |
| 5.    | Surin City FC            | 6.349                 | 860                   | 116                      | 352                             |
| 6.    | Mashare Chaiyaphum FC    | 5.362                 | 770                   | 111                      | 297                             |
| 7.    | Mahasarakham FC          | 4.071                 | 505                   | 56                       | 271                             |
| 8.    | Huai Thalaeng United     | 3.050                 | 340                   | 107                      | 203                             |
| 9.    | Sisaket United FC        | 3.870                 | 403                   | 110                      | 193                             |
| 10.   | Loei City FC             | 2.542                 | 350                   | 25                       | 169                             |
| 11.   | Buriram United U23       | 2.330                 | 352                   | 28                       | 155                             |
| 12.   | Sakon Nakhon             | 1.863                 | 269                   | 36                       | 109                             |
|       | Gesamt                   | 65.667                | 1.200                 | 25                       | 335                             |

## Eastern Region

### Mannschaften
| Mannschaft            | Standort     | Stadion                                                     | Kapazität |
| --------------------- | ------------ | ----------------------------------------------------------- | --------- |
| Bankhai United FC     | Ban Khai     | Wai Krong Stadium                                           | 1.362     |
| Chanthaburi FC        | Chanthaburi  | Chanthaburi Province Stadium                                | 5.000     |
| Chonburi FC U23       | Chon Buri    | Chonburi Stadium                                            | 8.680     |
| Kabin United FC       | Kabin Buri   | Nomklao Maharat Stadium                                     |           |
| Marines Eureka FC     | Rayong       | Klaeng Municipality Stadium                                 | 2.000     |
| Nakhon Nayok FC       | Nakhon Nayok | Nakhon Nayok Provincial Administrative Organization Stadium | 2.406     |
| Pattaya FC            | Pattaya      | Nong Prue Stadium                                           | 5.000     |
| Prachinburi United FC | Prachin Buri | Prachinburi Provincial Administrative Organization Stadium  | 3.000     |
| Pluakdaeng United FC  | Pluak Daeng  | Rayong Province Stadium                                     | 7.500     |
| Royal Thai Fleet FC   | Sattahip     | Navy Stadium                                                | 6.000     |

### Tabelle
| Pl. | Verein                | Sp. | S  | U  | N  | Tore    | Diff. | Punkte |
| --- | --------------------- | --- | -- | -- | -- | ------- | ----- | ------ |
| 1.  | Chanthaburi FC        | 27  | 14 | 9  | 4  | 040:230 | +17   | 51     |
| 2.  | Marines Eureka FC     | 27  | 13 | 9  | 5  | 042:280 | +14   | 48     |
| 3.  | Pluakdaeng United FC  | 27  | 12 | 10 | 5  | 036:230 | +13   | 46     |
| 4.  | Royal Thai Fleet FC   | 27  | 10 | 13 | 4  | 039:250 | +14   | 43     |
| 5.  | Chonburi FC U23       | 27  | 11 | 9  | 7  | 046:340 | +12   | 42     |
| 6.  | Bankhai United FC     | 27  | 9  | 8  | 10 | 045:420 | +3    | 35     |
| 7.  | Nakhon Nayok FC       | 27  | 6  | 11 | 10 | 025:460 | −21   | 29     |
| 8.  | Pattaya FC            | 27  | 7  | 7  | 13 | 038:410 | −3    | 28     |
| 9.  | Kabin United FC       | 27  | 7  | 7  | 13 | 025:360 | −11   | 28     |
| 10. | Prachinburi United FC | 27  | 2  | 5  | 20 | 017:550 | −38   | 11     |

### Beste Torschützen
| Platz | Spieler             | Mannschaft                          | Tore |
| ----- | ------------------- | ----------------------------------- | ---- |
| 01.   | Dawda Dibba         | Pattaya FC                          | 20   |
| 02.   | Wuttichai Asusheewa | Royal Thai Fleet FC                 | 12   |
| 03.   | Mbassegus Mbarga    | Chanthaburi FC                      | 11   |
| 04.   | Pacharadanai Lamsan | Bankhai United FC                   | 8    |
| 04.   | Lionel Frank        | Marines Eureka FC                   | 8    |
| 04.   | Lee Jung-hun        | Chanthaburi FC                      | 8    |
| 07.   | Pipob On-Mo         | Chonburi FC U23                     | 7    |
| 07.   | David Le Bras       | Nakhon Nayok FC                     | 7    |
| 07.   | Thirawut Thiwato    | Uttaradit FC (1) Chanthaburi FC (6) | 7    |
| 07.   | Boahen Clement      | Marines Eureka FC                   | 7    |
| 07.   | Pratya Narach       | Pluakdaeng United FC                | 7    |

### Zuschauerzahlen
| Platz | Mannschaft            | Gesamt- zuschauerzahl | Höchste Zuschauerzahl | Niedrigste Zuschauerzahl | Durchschnittliche Zuschauerzahl |
| ----- | --------------------- | --------------------- | --------------------- | ------------------------ | ------------------------------- |
| 1.    | Chanthaburi FC        | 7.571                 | 825                   | 309                      | 473                             |
| 2.    | Pluakdaeng United FC  | 6.002                 | 642                   | 134                      | 400                             |
| 3.    | Royal Thai Fleet FC   | 4.996                 | 700                   | 24                       | 356                             |
| 4.    | Bankhai United FC     | 4.985                 | 600                   | 120                      | 356                             |
| 5.    | Kabin United FC       | 3.230                 | 400                   | 100                      | 269                             |
| 6.    | Nakhon Nayok FC       | 2.400                 | 470                   | 150                      | 200                             |
| 7.    | Pattaya FC            | 1.890                 | 370                   | 100                      | 189                             |
| 8.    | Prachinburi United FC | 1.632                 | 500                   | 80                       | 181                             |
| 9.    | Chonburi FC U23       | 1.779                 | 255                   | 40                       | 136                             |
| 10.   | Marines Eureka FC     | 1.861                 | 255                   | 53                       | 124                             |
|       | Gesamt                | 37.451                | 825                   | 24                       | 288                             |

## Western Region

### Mannschaften
| Mannschaft                 | Standort           | Stadion                                                      | Kapazität |
| -------------------------- | ------------------ | ------------------------------------------------------------ | --------- |
| Assumption United FC       | Bang Khae, Bangkok | Assumption Thonburi School Stadium (Wongprachanukul Stadium) | 1.000     |
| BTU United FC              | Bangkok            | Bangkok-Thonburi University Stadium                          |           |
| Hua Hin City FC            | Hua Hin            | Hua Hin Municipal Stadium                                    | 3.000     |
| IPE Samut Sakhon United FC | Samut Sakhon       | Institute of Physical Education Samut Sakhon Stadium\|       | 6.378     |
| Look E San FC              | Bangkok            | Ramkhamhaeng University Stadium                              | 6.000     |
| Muangkan United FC         | Kanchanaburi       | Kanchanaburi Province Stadium                                | 13.000    |
| Nonthaburi FC              | Nonthaburi         | Nonthaburi Province Stadium                                  | 10.000    |
| Pathum Thani United FC     | Pathum Thani       | IPE Bangkok Stadium                                          |           |
| Ratchaburi Mitr Phol B     | Ratchaburi         | Ratchaburi Stadium                                           | 10.000    |
| Suphanburi FC B            | Suphan Buri        | Suphanburi Provincial Stadium                                | 15.000    |

### Tabelle
| Pl. | Verein                     | Sp. | S  | U | N  | Tore    | Diff. | Punkte |
| --- | -------------------------- | --- | -- | - | -- | ------- | ----- | ------ |
| 1.  | Suphanburi FC B            | 27  | 20 | 4 | 3  | 058:220 | +36   | 64     |
| 2.  | Muangkan United FC         | 27  | 17 | 5 | 5  | 040:210 | +19   | 56     |
| 3.  | BTU United FC              | 27  | 15 | 6 | 6  | 048:280 | +20   | 51     |
| 4.  | Assumption United FC       | 27  | 14 | 6 | 7  | 046:240 | +22   | 48     |
| 5.  | Ratchaburi Mitr Phol B     | 27  | 11 | 6 | 10 | 045:420 | +3    | 39     |
| 6.  | IPE Samut Sakhon United FC | 27  | 11 | 5 | 11 | 039:400 | −1    | 38     |
| 7.  | Hua Hin City FC            | 27  | 9  | 2 | 16 | 035:400 | −5    | 29     |
| 8.  | Look E San FC              | 27  | 7  | 6 | 14 | 037:560 | −19   | 27     |
| 9.  | Nonthaburi FC              | 27  | 7  | 5 | 15 | 032:500 | −18   | 26     |
| 10. | Pathum Thani United FC     | 27  | 1  | 1 | 25 | 017:740 | −57   | 04     |

### Beste Torschützen
| Platz | Spieler                      | Mannschaft                                     | Tore |
| ----- | ---------------------------- | ---------------------------------------------- | ---- |
| 01.   | Olveira Silva Diego          | BTU United FC                                  | 13   |
| 02.   | Lee Heon-ju                  | Mukdahan Chaiyuenyong FC (7) BTU United FC (5) | 12   |
| 02.   | Natpasut Malison             | Assumption United FC                           | 12   |
| 04.   | Almamy Sylla                 | Look E San FC                                  | 11   |
| 04.   | Natthawut Namthip            | BTU United FC                                  | 11   |
| 04.   | Janepob Phokie               | Suphanburi FC B                                | 11   |
| 04.   | Opara Kingsley               | Nonthaburi FC                                  | 11   |
| 08.   | Supanai Baipa-om             | Look E San FC                                  | 10   |
| 09.   | Nattapol Onjoy               | Muangkan United FC                             | 9    |
| 10.   | Chananon Wisetbamrungcharoen | Assumption United FC                           | 8    |
| 10.   | Arnon Kaimook                | Hua Hin City FC                                | 8    |
| 10.   | Nutchawit Khunnak            | IPE Samut Sakhon United FC                     | 8    |

### Zuschauerzahlen
| Platz | Mannschaft                 | Gesamt- zuschauerzahl | Höchste Zuschauerzahl | Niedrigste Zuschauerzahl | Durchschnittliche Zuschauerzahl |
| ----- | -------------------------- | --------------------- | --------------------- | ------------------------ | ------------------------------- |
| 1.    | BTU United FC              | 6.814                 | 671                   | 350                      | 454                             |
| 2.    | Suphanburi FC B            | 5.856                 | 626                   | 320                      | 418                             |
| 3.    | Nonthaburi FC              | 4.940                 | 865                   | 50                       | 380                             |
| 4.    | Muangkan United FC         | 5.651                 | 650                   | 203                      | 353                             |
| 5.    | Assumption United FC       | 4.269                 | 420                   | 215                      | 284                             |
| 6.    | IPE Samut Sakhon United FC | 2.088                 | 378                   | 150                      | 189                             |
| 7.    | Ratchaburi Mitr Phol B     | 1.955                 | 254                   | 100                      | 162                             |
| 8.    | Look E San FC              | 1.853                 | 300                   | 70                       | 154                             |
| 9.    | Hua Hin City FC            | 1.835                 | 50                    | 152                      |                                 |
| 10.   | Pathum Thani United FC     | 876                   | 216                   | 50                       | 97                              |
|       | Gesamt                     | 36.737                | 865                   | 50                       | 284                             |

## Bangkok Metropolitan Region

### Mannschaften
| Mannschaft                   | Standort                            | Stadion                                      | Kapazität |
| ---------------------------- | ----------------------------------- | -------------------------------------------- | --------- |
| Bangkok Christian College FC | Lak Si                              | TOT Stadium Chaeng Watthana                  | 5.000     |
| Bangkok Glass U23            | Pathum Thani, Pathum Thani          | Leo Stadium                                  | 16.014    |
| Bangkok United U23           | Pathum Thani, Pathum Thani          | Thammasat Stadium                            | 20.000    |
| Dome FC                      | Pathum Thani, Pathum Thani          | Thammasat Stadium                            | 20.000    |
| Grakcu Looktabfah FC         | Pathum Thani, Pathum Thani          | Thupatemi Stadium                            | 25.000    |
| North Bangkok University FC  | Bangkok                             | North Bangkok University Stadium (Rangsit)   |           |
| PTU Pathumthani FC           | Bang Khen, Bangkok                  | Boonyachinda Stadium                         | 3.550     |
| Rangsit University FC        | Pathum Thani, Pathum Thani          | Rangsit University Stadium                   | 3.000     |
| Samut Prakan FC              | Bang Sao Thong, Samut Prakan        | Samut Prakarn SAT Stadium                    | 5.100     |
| Samut Prakan United FC       | Samut Prakan                        | Lam Fah Pha Subdistrict Municipality Stadium | 3.000     |
| Kopoon Warrior FC            | Phra Nakhon Si Ayutthaya, Ayutthaya | Ayutthaya Province Stadium                   | 6.000     |

### Tabelle
| Pl. | Verein                       | Sp. | S  | U  | N  | Tore    | Diff. | Punkte |
| --- | ---------------------------- | --- | -- | -- | -- | ------- | ----- | ------ |
| 1.  | North Bangkok University FC  | 30  | 15 | 11 | 4  | 050:270 | +23   | 56     |
| 2.  | Samut Prakan FC              | 30  | 14 | 9  | 7  | 051:290 | +22   | 51     |
| 3.  | Bangkok United U23           | 30  | 14 | 9  | 7  | 056:390 | +17   | 51     |
| 4.  | Bangkok Christian College FC | 30  | 12 | 9  | 9  | 049:370 | +12   | 45     |
| 5.  | Dome FC                      | 30  | 11 | 10 | 9  | 032:280 | +4    | 43     |
| 6.  | Kopoon Warrior FC            | 30  | 11 | 8  | 11 | 035:410 | −6    | 41     |
| 7.  | PTU Pathumthani FC           | 30  | 9  | 11 | 10 | 035:350 | ±0    | 38     |
| 8.  | Rangsit University FC        | 30  | 8  | 11 | 11 | 029:360 | −7    | 35     |
| 9.  | Bangkok Glass U23            | 30  | 8  | 11 | 11 | 034:440 | −10   | 35     |
| 10. | Grakcu Looktabfah FC         | 30  | 9  | 7  | 14 | 039:520 | −13   | 34     |
| 11. | Samut Prakan United FC       | 30  | 5  | 2  | 23 | 027:690 | −42   | 17     |

### Beste Torschützen
| Platz | Spieler                | Mannschaft                   | Tore |
| ----- | ---------------------- | ---------------------------- | ---- |
| 01.   | Nattawut Suksum        | Bangkok United U23           | 21   |
| 02.   | Sirichai Lamphuttha    | North Bangkok University FC  | 13   |
| 03.   | Weerapat Ninburapa     | Bangkok Glass U23            | 12   |
| 03.   | Platel Remi            | Bangkok Christian College FC | 12   |
| 05.   | Patipat Kamsat         | Bangkok Christian College FC | 10   |
| 05.   | Rachanon Srinok        | Dome FC                      | 10   |
| 05.   | Poomipat Kantanet      | North Bangkok University FC  | 10   |
| 05.   | Phakpoom Malirungruang | Samut Prakan FC              | 10   |
| 09.   | Gabriel Mintah         | Samut Prakan FC              | 9    |
| 10.   | Jirayut Niamthaisong   | Bangkok United U23           | 8    |

### Zuschauerzahlen
| Platz | Mannschaft                   | Gesamt- zuschauerzahl | Höchste Zuschauerzahl | Niedrigste Zuschauerzahl | Durchschnittliche Zuschauerzahl |
| ----- | ---------------------------- | --------------------- | --------------------- | ------------------------ | ------------------------------- |
| 1.    | Kopoon Warrior FC            | 4.221                 | 670                   | 50                       | 351                             |
| 2.    | Bangkok Glass U23            | 4.338                 | 517                   | 178                      | 333                             |
| 3.    | North Bangkok University FC  | 4.700                 | 500                   | 200                      | 293                             |
| 4.    | Samut Prakan FC              | 3.808                 | 480                   | 120                      | 238                             |
| 5.    | Rangsit University FC        | 3.317                 | 425                   | 80                       | 221                             |
| 6.    | Grakcu Looktabfah FC         | 2.212                 | 1.014                 | 50                       | 201                             |
| 7.    | Dome FC                      | 2.909                 | 273                   | 29                       | 161                             |
| 8.    | Samut Prakan United FC       | 1.505                 | 327                   | 43                       | 136                             |
| 9.    | PTU Pathumthani FC           | 1.902                 | 183                   | 70                       | 126                             |
| 10.   | Bangkok United U23           | 1.989                 | 200                   | 52                       | 110                             |
| 11.   | Bangkok Christian College FC | 1.640                 | 59                    | 96                       |                                 |
|       | Gesamt                       | 32.702                | 1.014                 | 29                       | 201                             |

## Southern Region

### Mannschaften
| Mannschaft          | Standort    | Stadion                                                                                  | Kapazität    |
| ------------------- | ----------- | ---------------------------------------------------------------------------------------- | ------------ |
| Chumphon FC         | Chumphon    | Chumphon Province Stadium                                                                | 3.000        |
| Hat Yai FC          | Hat Yai     | Southern Major City Stadium                                                              | 1.000        |
| Pattani FC          | Pattani     | Pattani Province Stadium                                                                 | 8.000        |
| Phattalung FC       | Phatthalung | Phatthalung Province Stadium                                                             | 4.021        |
| Phuket FC           | Phuket      | Surakul Stadium                                                                          | 15.000       |
| Satun United FC     | Satun       | Satun Provincial Administrative Organization Stadium                                     | 5000         |
| Sungaipadee FC      | Narathiwat  | Maharaj Stadium                                                                          | 5.000        |
| Surat Thani City FC | Wiang Sa    | Surat Thani Province Stadium (bis Mai 2017) Ban Song Municipality Stadium (ab Juli 2017) | 10.000 1.000 |
| Yala United FC      | Yala        | Yala Municipality Stadium                                                                | 2.500        |

### Tabelle
| Pl. | Verein              | Sp. | S  | U | N  | Tore    | Diff. | Punkte |
| --- | ------------------- | --- | -- | - | -- | ------- | ----- | ------ |
| 1.  | Satun United FC     | 24  | 17 | 4 | 3  | 042:160 | +26   | 55     |
| 2.  | Phuket FC           | 24  | 14 | 6 | 4  | 037:170 | +20   | 48     |
| 3.  | Pattani FC          | 24  | 15 | 3 | 6  | 031:180 | +13   | 48     |
| 4.  | Chumphon FC         | 24  | 11 | 5 | 8  | 024:190 | +5    | 38     |
| 5.  | Hat Yai FC          | 24  | 8  | 6 | 10 | 024:290 | −5    | 30     |
| 6.  | Phattalung FC       | 24  | 7  | 8 | 9  | 018:230 | −5    | 29     |
| 7.  | Yala United FC      | 24  | 8  | 4 | 12 | 032:350 | −3    | 28     |
| 8.  | Surat Thani City FC | 24  | 4  | 3 | 17 | 017:400 | −23   | 15     |
| 9.  | Sungaipadee FC      | 24  | 2  | 5 | 17 | 017:450 | −28   | 11     |

### Beste Torschützen
| Platz | Spieler                 | Mannschaft      | Tore |
| ----- | ----------------------- | --------------- | ---- |
| 01.   | Ibrahim Dicko           | Pattani FC      | 14   |
| 02.   | Nattapoom Maya          | Phuket FC       | 13   |
| 03.   | Daiki Konomura          | Satun United FC | 10   |
| 04.   | Julius Chukwuma Ononiwu | Satun United FC | 9    |
| 04.   | Pithak Abdulraman       | Yala United FC  | 9    |
| 06.   | Akkarapol Meesawat      | Hat Yai FC      | 8    |
| 06.   | Daniel Omaboe           | Sungaipadee FC  | 8    |
| 08.   | Cherif Mamy             | Phattalung FC   | 7    |
| 09.   | Akarapong Pumwiset      | Chumphon FC     | 6    |
| 09.   | Porncha Rodnakkaret     | Phuket FC       | 6    |

### Zuschauerzahlen
| Platz | Mannschaft          | Gesamt- zuschauerzahl | Höchste Zuschauerzahl | Niedrigste Zuschauerzahl | Durchschnittliche Zuschauerzahl |
| ----- | ------------------- | --------------------- | --------------------- | ------------------------ | ------------------------------- |
| 1.    | Satun United FC     | 14.899                | 2.500                 | 400                      | 1.146                           |
| 2.    | Pattani FC          | 12.596                | 2.258                 | 500                      | 899                             |
| 3.    | Phuket FC           | 11.034                | 1.435                 | 450                      | 788                             |
| 4.    | Yala United FC      | 7.165                 | 1.800                 | 150                      | 716                             |
| 5.    | Sungaipadee FC      | 5.386                 | 1.100                 | 300                      | 598                             |
| 6.    | Chumphon FC         | 6.560                 | 1.000                 | 150                      | 504                             |
| 7.    | Phattalung FC       | 5.955                 | 1.034                 | 135                      | 458                             |
| 8.    | Hat Yai FC          | 3.566                 | 750                   | 128                      | 396                             |
| 9.    | Surat Thani City FC | 2.995                 | 745                   | 189                      | 332                             |
|       | Gesamt              | 70.156                | 2.500                 | 128                      | 674                             |

## Champions League

### Qualifizierte Mannschaften
- Gruppenphase

| Mannschaft                  | Region                      | Platzierung |
| --------------------------- | --------------------------- | ----------- |
| JL Chiangmai United FC      | Northern Region             | Meister     |
| Sisaket United FC           | North Eastern Region        | Meister     |
| Chanthaburi FC              | Eastern Region              | Meister     |
| Satun United FC             | Southern Region             | Meister     |
| North Bangkok University FC | Bangkok Metropolitan Region | Meister     |
| Muangkan United FC          | Western Region              | 2. Platz    |
| Mashare Chaiyaphum FC       | North Eastern Region        | 2. Platz    |
| Marines Eureka FC           | Eastern Region              | 2. Platz    |
| Samut Prakan FC             | Bangkok Metropolitan Region | 2. Platz    |
| BTU United FC               | Western Region              | 3. Platz    |
| Muang Loei United FC        | North Eastern Region        | 3. Platz    |

- PlayOff Spiel

| Mannschaft        | Region          | Platzierung |
| ----------------- | --------------- | ----------- |
| Chiangrai City FC | Northern Region | 2. Platz    |
| Phuket FC         | Southern Region | 2. Platz    |

### PlayOff Spiel
| Datum                           |                   | Ergebnis              |           |
| ------------------------------- | ----------------- | --------------------- | --------- |
| 16. September 2017 um 18:00 Uhr | Chiangrai City FC | 2:2 n. V. (3:0 i. E.) | Phuket FC |

### KO-Runde
- Gruppe A

| Datum                           |                       | Ergebnis              |                       |
| ------------------------------- | --------------------- | --------------------- | --------------------- |
| 23. September 2017 um 18:00 Uhr | Sisaket United FC     | 4:0                   | Chiangrai City FC     |
| 1. Oktober 2017 um 18:00 Uhr    | Chiangrai City FC     | 6:1                   | Sisaket United FC     |
| 23. September 2017 um 16:00 Uhr | Mashare Chaiyaphum FC | 3:2                   | Chanthaburi FC        |
| 1. Oktober 2017 um 18:00 Uhr    | Chanthaburi FC        | 2:0                   | Mashare Chaiyaphum FC |
| 16. September 2017 um 16:00 Uhr | Satun United FC       | 0:1                   | BTU United FC         |
| 1. Oktober 2017 um 18:00 Uhr    | BTU United FC         | 0:1 n. V. (7:6 i. E.) | Satun United FC       |

|                       | Gesamt          |                   | Hinspiel | Rückspiel |
| --------------------- | --------------- | ----------------- | -------- | --------- |
| Sisaket United FC     | 5:6             | Chiangrai City FC | 4:0      | 1:6       |
| Mashare Chaiyaphum FC | 3:4             | Chanthaburi FC    | 3:2      | 0:2       |
| Satun United FC       | 1:1 (6:7 i. E.) | BTU United FC     | 0:1      | 1:0 n. V. |

- Gruppe B

| Datum                           |                             | Ergebnis  |                             |
| ------------------------------- | --------------------------- | --------- | --------------------------- |
| 24. September 2017 um 16:00 Uhr | Samut Prakan FC             | 0:1       | JL Chiangmai United FC      |
| 30. September 2017 um 18:00 Uhr | JL Chiangmai United FC      | 4:1       | Samut Prakan FC             |
| 24. September 2017 um 16:00 Uhr | Muangkan United FC          | 2:0       | Muang Loei United FC        |
| 30. September 2017 um 16:00 Uhr | Muang Loei United FC        | 1:0       | Muangkan United FC          |
| 24. September 2017 um 16:00 Uhr | Marines Eureka FC           | 1:0       | North Bangkok University FC |
| 30. September 2017 um 15:30 Uhr | North Bangkok University FC | 2:1 n. V. | Marines Eureka FC           |

|                    | Gesamt |                             | Hinspiel | Rückspiel |
| ------------------ | ------ | --------------------------- | -------- | --------- |
| Samut Prakan FC    | 1:5    | JL Chiangmai United FC      | 0:1      | 1:4       |
| Muangkan United FC | 2:1    | Muang Loei United FC        | 2:0      | 0:1       |
| Marines Eureka FC  | 2:2    | North Bangkok University FC | 1:0      | 1:2 n. V. |

### Finalrunde

#### Gruppe A
- Spiele

| Datum                         |                   | Ergebnis |                   |
| ----------------------------- | ----------------- | -------- | ----------------- |
| 7. Oktober 2017 um 18:00 Uhr  | Chiangrai City FC | 2:0      | Chanthaburi FC    |
| 15. Oktober 2017 um 18:00 Uhr | Chanthaburi FC    | 1:4      | BTU United FC     |
| 22. Oktober 2017 um 18:00 Uhr | BTU United FC     | 1:2      | Chiangrai City FC |

- Tabelle

| Pl. | Verein            | Sp. | S | U | N | Tore    | Diff. | Punkte |
| --- | ----------------- | --- | - | - | - | ------- | ----- | ------ |
| 1.  | BTU United FC     | 2   | 2 | 0 | 0 | 008:300 | +5    | 06     |
| 2.  | Chiangrai City FC | 2   | 1 | 0 | 1 | 004:400 | ±0    | 03     |
| 3.  | Chanthaburi FC    | 2   | 0 | 0 | 2 | 001:160 | −15   | 0      |

#### Gruppe B
- Spiele

| Datum                         |                        | Ergebnis |                        |
| ----------------------------- | ---------------------- | -------- | ---------------------- |
| 8. Oktober 2017 um 18:00 Uhr  | JL Chiangmai United FC | 2:0      | Muangkan United FC     |
| 14. Oktober 2017 um 16:00 Uhr | Muangkan United FC     | 1:0      | Marines Eureka FC      |
| 22. Oktober 2017 um 16:00 Uhr | Marines Eureka FC      | 0:0      | JL Chiangmai United FC |

- Tabelle

| Pl. | Verein                 | Sp. | S | U | N | Tore    | Diff. | Punkte |
| --- | ---------------------- | --- | - | - | - | ------- | ----- | ------ |
| 1.  | JL Chiangmai United FC | 2   | 1 | 1 | 0 | 002:000 | +2    | 04     |
| 2.  | Muangkan United FC     | 2   | 1 | 0 | 1 | 001:200 | −1    | 03     |
| 3.  | Marines Eureka FC      | 2   | 0 | 1 | 1 | 000:100 | −1    | 01     |